# ADAC Fórmula Masters
ADAC Fórmula Masters fue un campeonato de monoplazas basado en Alemania. Fue creado en 2008 por el Campeonato de Alemania de Fórmula 3. Actualmente ha sido reconvertida a la ADAC Fórmula 4.

## Circuitos
| - Hockenheimring - Nürburgring - Oschersleben - Sachsenring - Assen |

## Campeones
| Año  | Campeón            | Equipo                  |
| ---- | ------------------ | ----------------------- |
| 2008 | Armando Parente    | URD Motorsport          |
| 2009 | Daniel Abt         | Team Abt Sportsline     |
| 2010 | Richie Stanaway    | ma-con Motorsport       |
| 2011 | Pascal Wehrlein    | Motopark Academy        |
| 2012 | Marvin Kirchhöfer  | Motopark Academy        |
| 2013 | Alessio Picariello | ADAC Berlin-Brandenburg |
| 2014 | Mikkel Jensen      | Neuhauser Racing Team   |